# 織田信存
織田 信存（おだ のぶあり）は、江戸時代後期の高家旗本。通称は哲之助、謙之助。

## 生涯
丹波国柏原藩4代藩主・織田信憑の次男として誕生した。初名は長存。従兄の高家旗本・織田信味の養子となる。
文化8年（1811年）閏2月15日、11代将軍・徳川家斉に御目見する。文政6年（1823年）12月10日、信味の隠居により家督を相続する。高家に就任することなく、俗にいう表高家として過ごした。天保11年（1840年）3月29日に隠居し、長男の信愛に家督を譲る。
弘化3年（1846年）閏5月2日、死去。

## 系譜
- 父：織田信憑
- 母：不詳
- 養父：織田信味
- 正室：不詳
- 生母不明の子女
  - 長男：織田信愛
  - 男子：房之助 - 分家の旗本織田孝次郎（300石）の養子となり、家督を相続した。彰義隊に参加し、上野戦争の敗北により切腹した。
  - 男子：時之助
  - 女子：通実 - 織田信守の養女、松平健吉室
- 養子
  - 女子：九磨 - 織田信守の四女、井上帯刀室